# Ocnaea magna
Ocnaea magna är en tvåvingeart som först beskrevs av Walker 1849.  Ocnaea magna ingår i släktet Ocnaea och familjen kulflugor. Inga underarter finns listade i Catalogue of Life.